# Conches-sur-Gondoire
Conches-sur-Gondoire település Franciaországban, Seine-et-Marne megyében. Lakosainak száma 1751 fő (2022. január 1.). Conches-sur-Gondoire Lagny-sur-Marne, Bussy-Saint-Georges, Chanteloup-en-Brie, Gouvernes és Guermantes községekkel határos.

## Népesség
A település népességének változása:
| Lakosok száma | 1724 | 1727 | 1767 | 1746 | 1756 | 1754 | 1746 | 1742 | 1751 |
|               | 2013 | 2015 | 2016 | 2017 | 2018 | 2019 | 2020 | 2021 | 2022 |